# Warszawska Straż Ogniowa

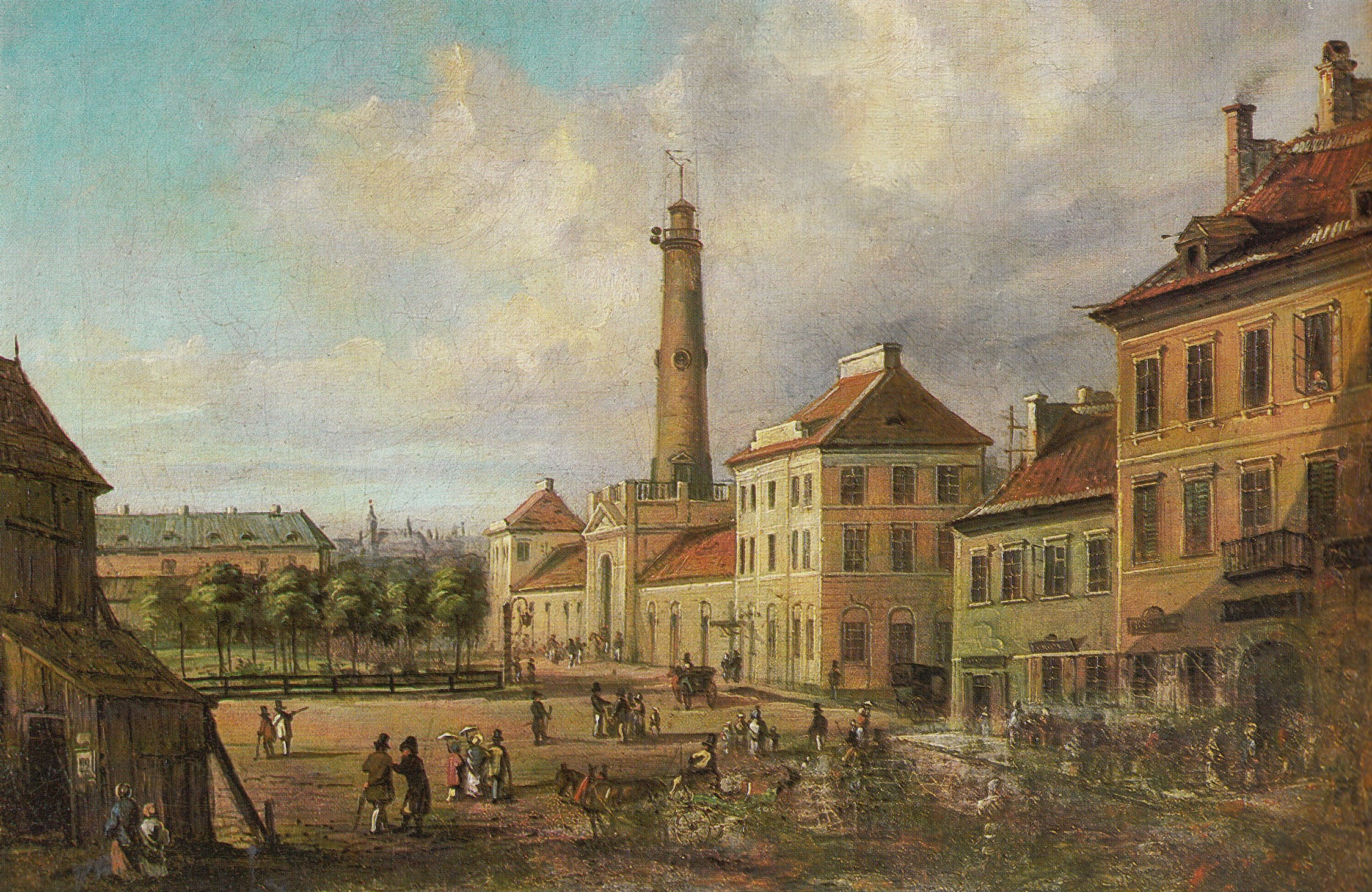
Obraz Józefa Szermentowskiego Widok na oddział straży ogniowej na Nalewkach, 1854

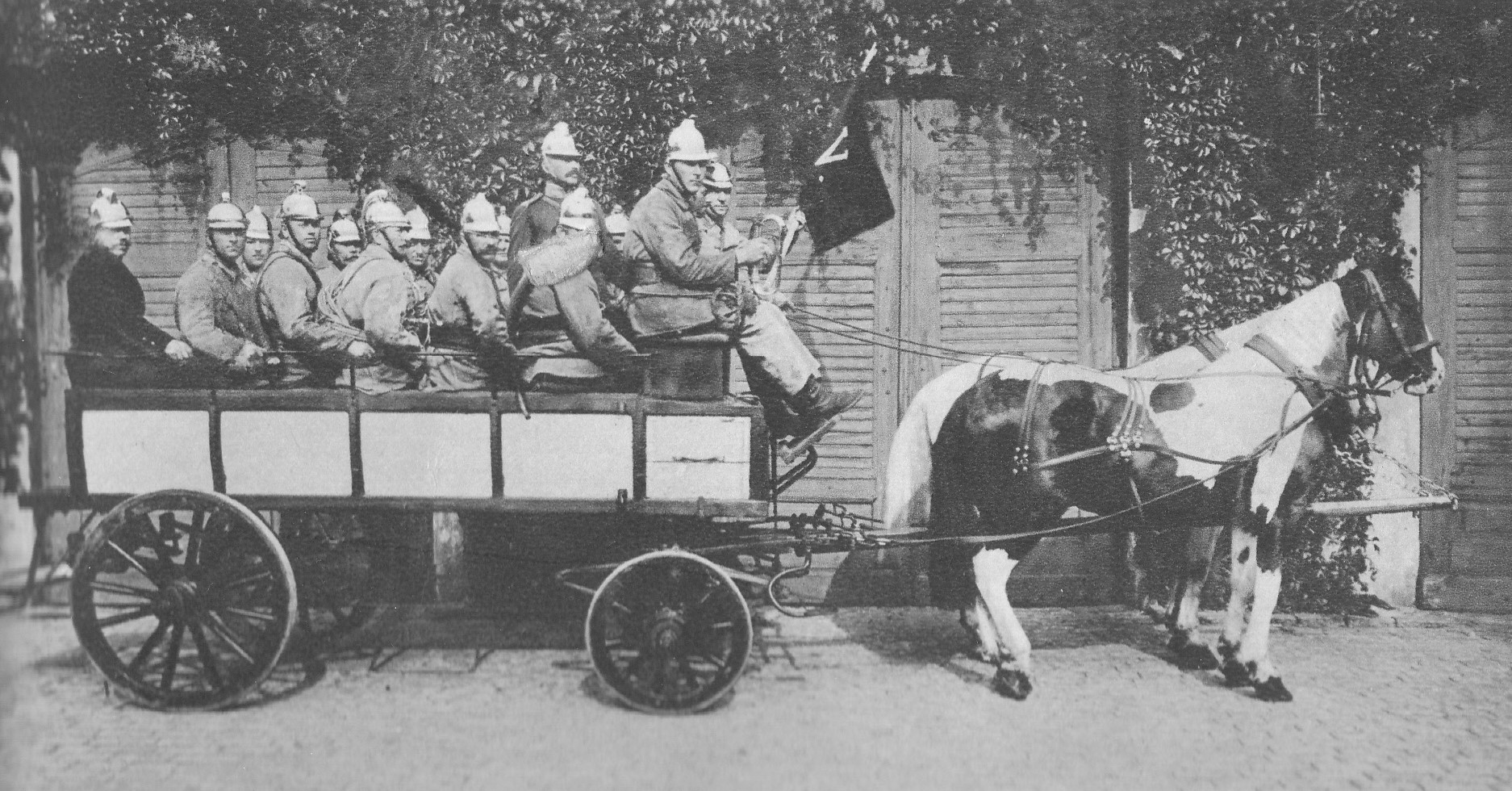
Omnibus ze strażakami V Oddziału Warszawskiej Straży Ogniowej

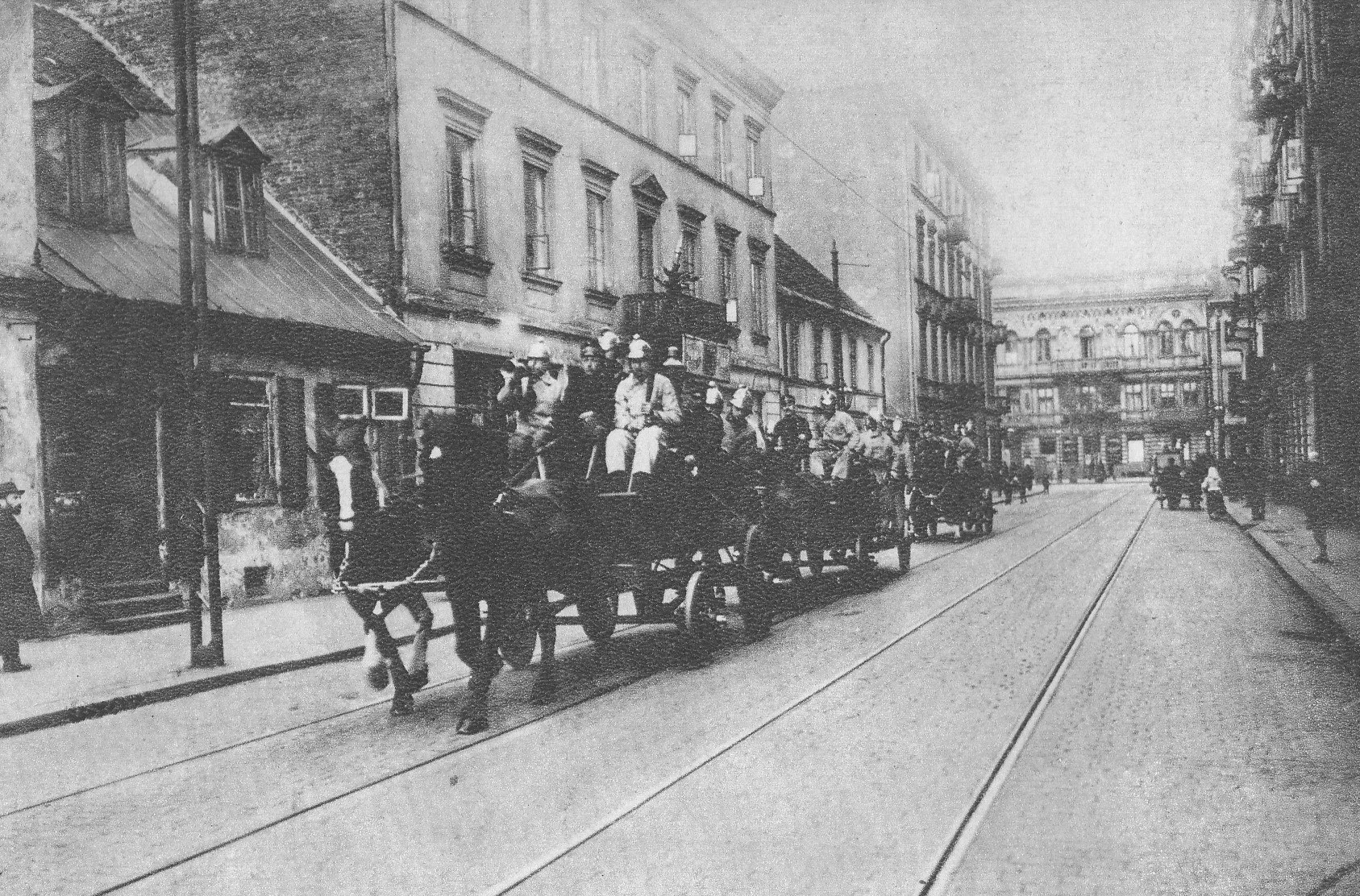
Strażacy z IV Oddziału Warszawskiej Straży Ogniowej na ulicy Solnej

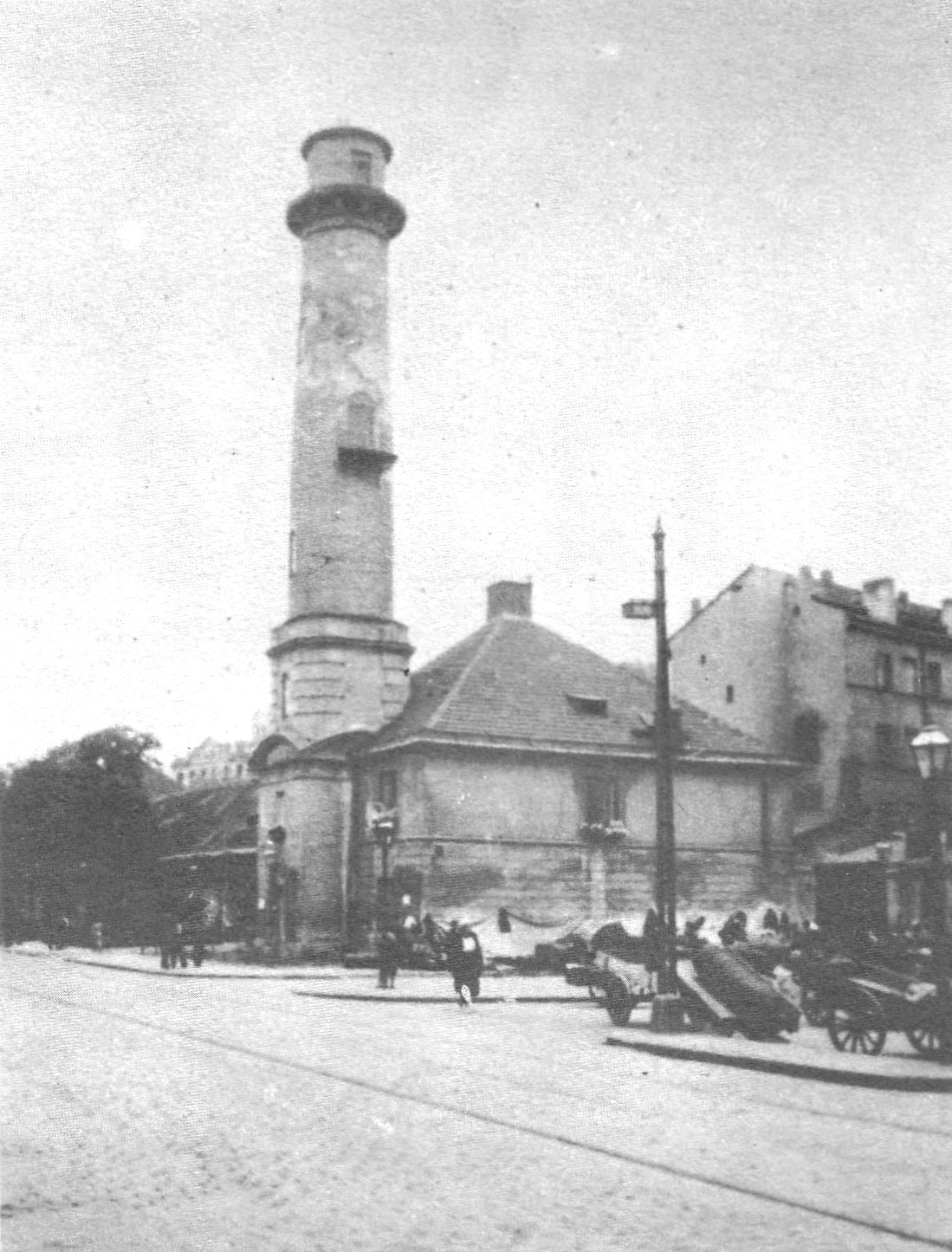
Siedziba IV Oddziału straży w dawnych Koszarach Mirowskich przy ul. Chłodnej 3

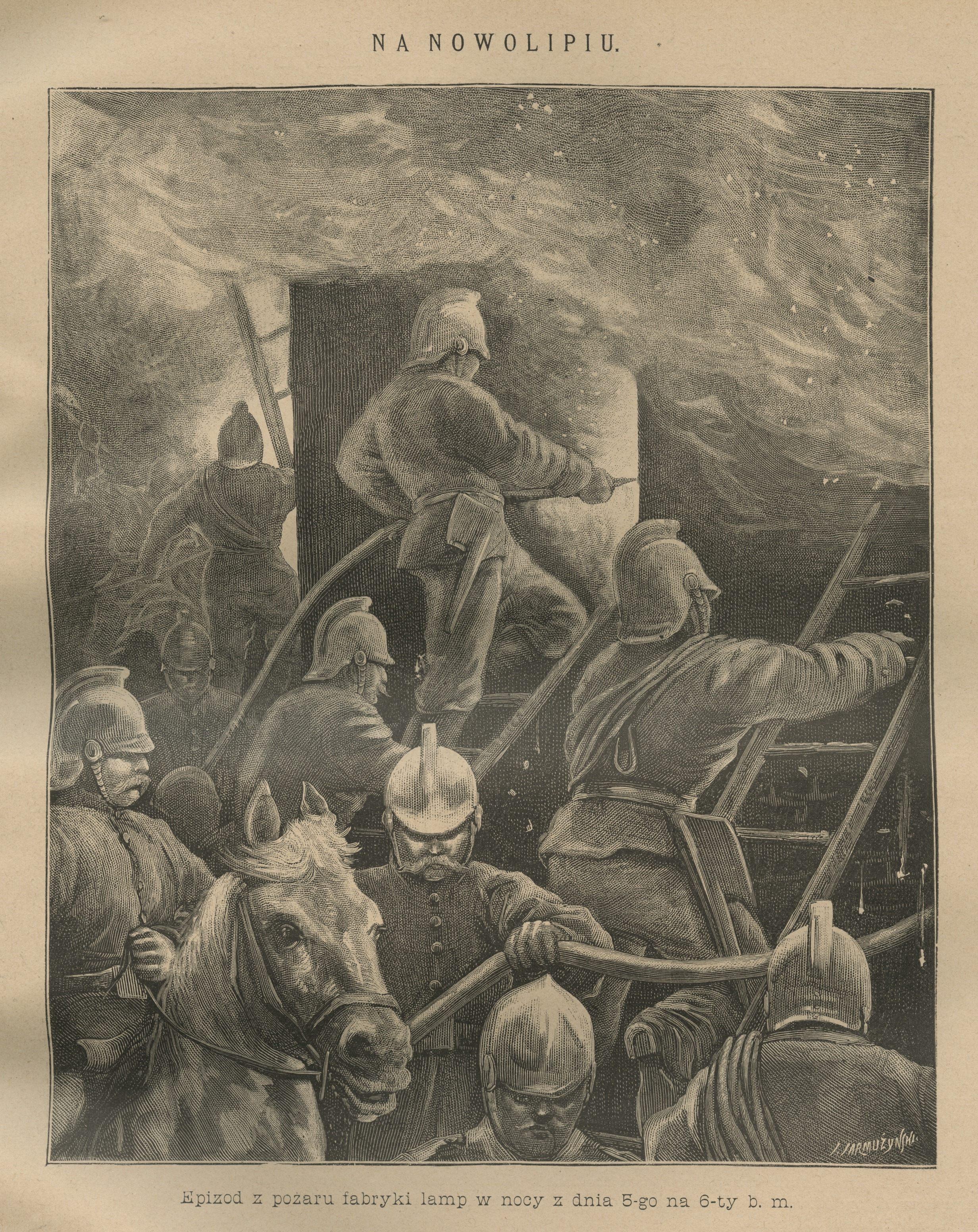
Warszawska Straż Ogniowa gasząca pożar fabryki na Nowolipiu

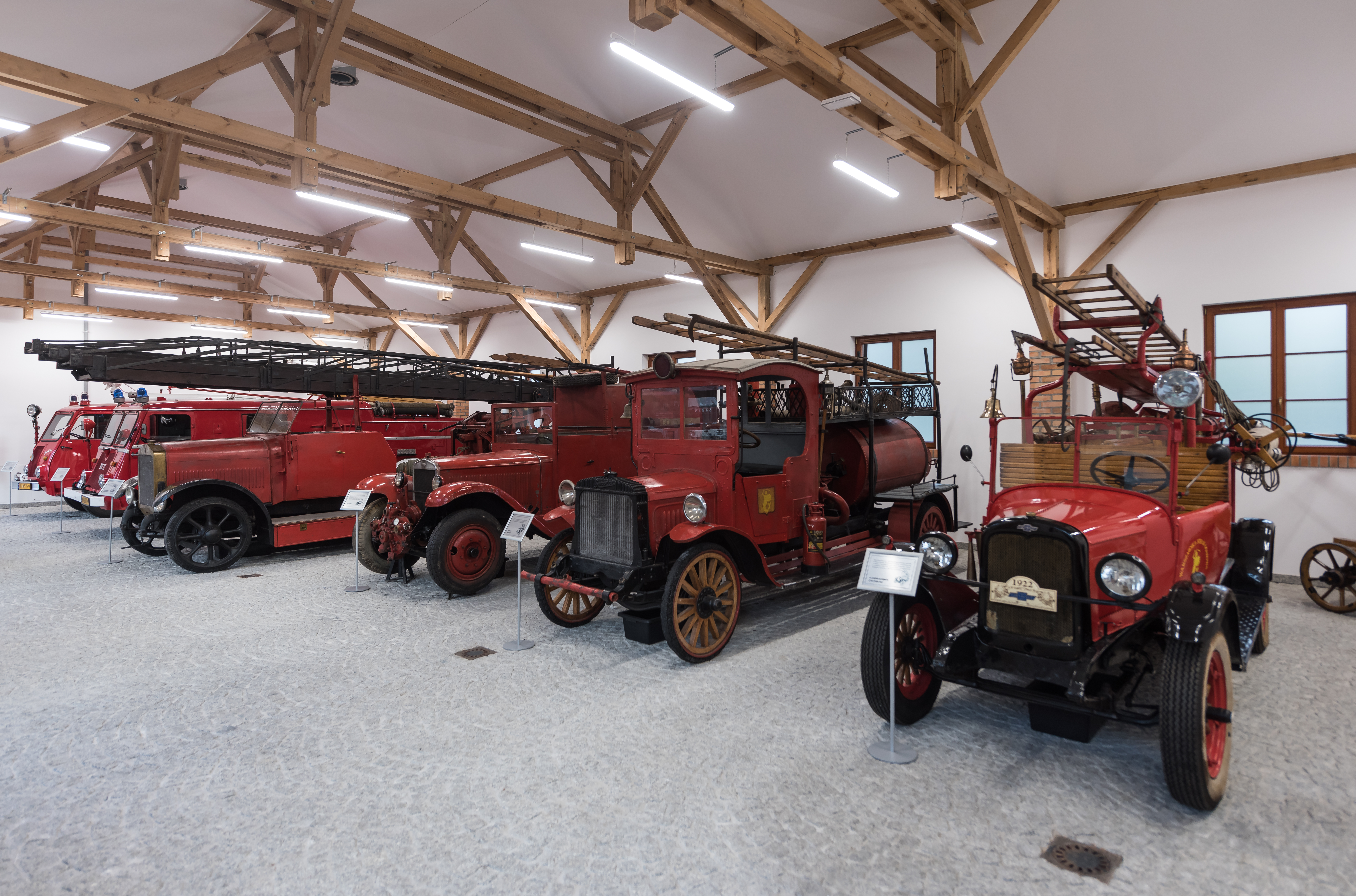
Pojazdy Warszawskiej Straży Ogniowej eksponowane w Centrum Edukacji i Historii Warszawskiej Straży Pożarnej

Warszawska Straż Ogniowa – służba pożarnicza działająca od 1834 w Warszawie, utworzona przez Radę Administracyjną Królestwa Polskiego.

## Kalendarium
1829 r.
Minister Tadeusz Mostowski z Komisji Rządowej Spraw Wewnętrznych i Policji Rady Administracyjnej Królestwa Polskiego po zapoznaniu się z projektem organizacji zawodowej straży ogniowej w Warszawie, przygotowanym przez Jana Rudnickiego, postanawia wprowadzić go w życie. W związku z powstaniem listopadowym projekt upada.
23 grudnia 1834 r.
Rada Administracyjna Królestwa Polskiego podejmuje decyzję o powołaniu do życia Straży Ogniowej w Warszawie. Jako wzór organizacyjny przyjęto Petersburską Straż Ogniową.
6 lutego 1835 r.
Pierwszym naczelnikiem mianowany zostaje, Polak z pochodzenia, ppłk Jan Robosz, który rozpoczyna organizowanie straży. W pracach tych pomagają mu, poproszeni przez niego, brandmajster Petersburskiej Straży Ogniowej Michał Skorupski i Tomasz Piklikiewicz, intendent zlikwidowanego Magazynu Karowego w Warszawie.
1 stycznia 1836 r.
Straż rozpoczyna oficjalną służbę, po wcześniejszym wyszkoleniu i uformowaniu. Oprócz gaszenia pożarów ma ona obowiązek czyścić kominy i sprzątać ulice w mieście. Cała straż podzielona została na cztery oddziały, rozlokowane w czterech punktach miasta. Oddział I zajął część obszernego budynku po byłych koszarach artylerii konnej gwardii zbudowanego ok. 1777 r. przez Marszałka Bielińskiego na potrzeby Magazynu Karowego, przy ul. Nalewki 3. Oddział II ulokowany został na tyłach gmachu Ratusza przy Placu Teatralnym. Oddział III znalazł się w drewnianych zabudowaniach przy Nowym Świecie 14 (róg Alei Jerozolimskiej). Oddział IV, zlokalizowany na Pradze, zajął drewniane zabudowania przy ul. Brukowej róg Szerokiej (obecnie Stefana Okrzei).
1841 r.
Następuje zmiana dotychczasowej nazwy Straż Ogniowa w Warszawie na Warszawska Straż Ogniowa (WSO).
1851 r.
Rada Administracyjna podejmuje decyzję o utworzeniu jeszcze jednego oddziału WSO. Nadano mu numer IV, a oddziałowi praskiemu zmieniono numer na V. Nowy oddział zostaje ulokowany w byłych koszarach Mirowskich przy ul. Chłodnej 3.
1864 r.
WSO otrzymuje do eksploatacji pierwszą sikawkę parową produkcji firmy F. Shand, Mason and Co. z Londynu.
1865 r.
Kolejne dwie sikawki parowe firmy F. Shand, Mason and Co. trafiają do służby.
1869 r.
Przeprowadzona zostaje pierwsza próba z gaśnicą na kwas węglowy (pomysłu Dicka).
1872 r.
W wyniku ciężkiego wypadku umiera naczelnik płk Urban Majewski. Jego miejsce zajmuje Rosjanin, płk Jan Anienkow.
Od tego momentu, aż do I wojny światowej, stanowisko to będą piastować wyłącznie Rosjanie.
1873 r.
III Oddział przenosi się na Nowy Świat 6 do kamienicy odkupionej od Towarzystwa Dobroczynności w Warszawie. Na podwórzu staje wieża obserwacyjna – czatownia. Budynek i wieża zostały zburzone w latach 50. przy budowie „Białego Domu”.
1878 r.
V Oddział przenosi się do nowego obiektu przy ul. Spornej 2 (obecnie Marcinkowskiego) wybudowanego staraniem prezydenta Warszawy Sokrata Starynkiewicza specjalnie na potrzeby straży. Budynek istnieje do dziś.
1887 r.
Przy WSO powstaje pierwsza orkiestra strażacka.
1905 r.
Ustanowienie Matki Boskiej Częstochowskiej patronką warszawskiej straży.
1906 r.
Wprowadzone zostają do użytku, podczas akcji gaśniczych, ochronne ubrania azbestowe.
1911 r.
WSO otrzymuje pierwszą drabinę mechaniczną MAGIRUS.
1912 r.

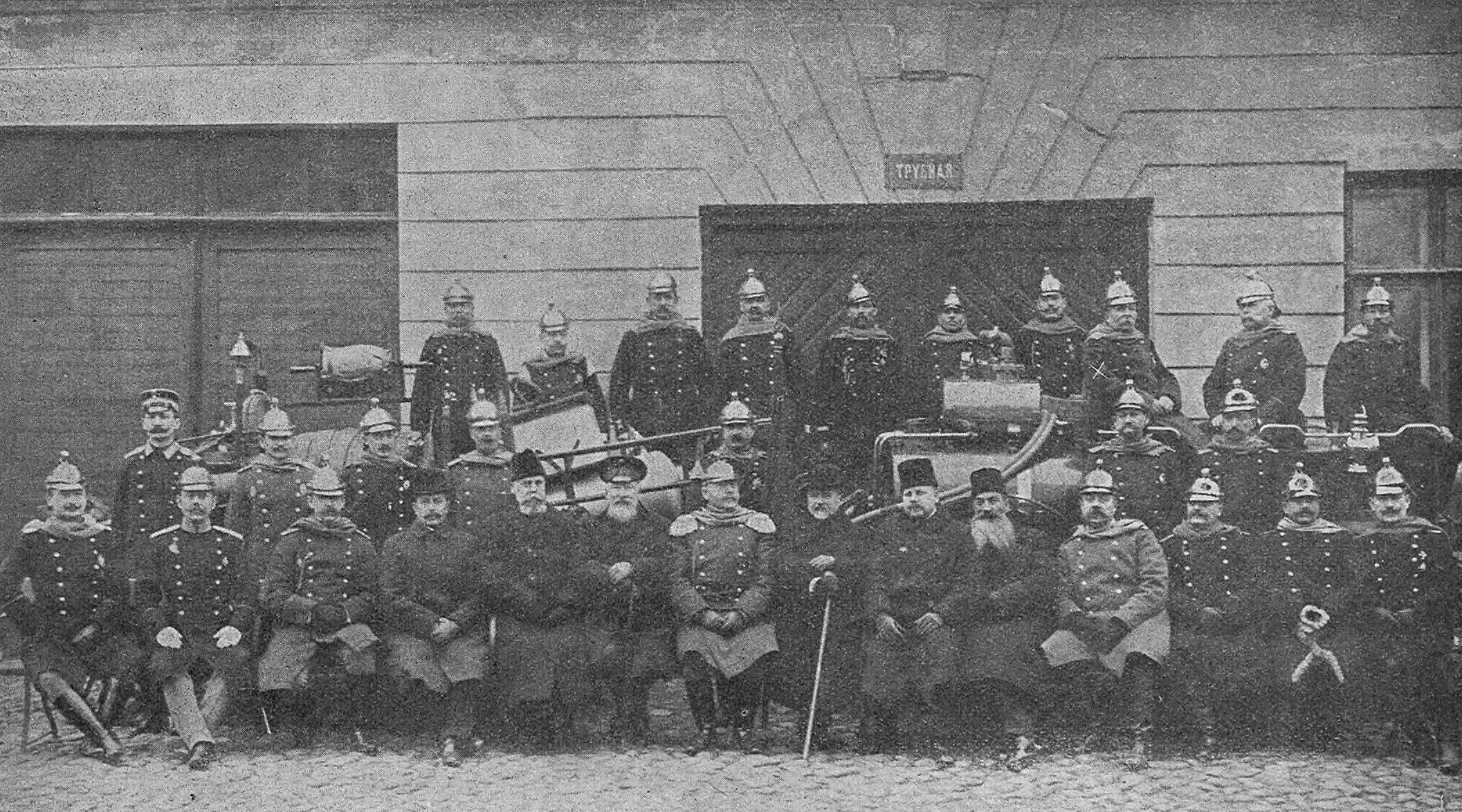
Jubileusz 75-lecia Warszawskiej Straży Ogniowej (1912)

W styczniu tego roku obchodzono 75-lecie warszawskiej straży ogniowej.
1914 r.
Pierwszy samochód firmy Büssing – wypożyczony na próby.
lipiec 1915 r.
Rosjanie wywożą z Warszawy cały sprzęt Warszawskiej Straży Ogniowej oraz ewakuują większość strażaków. Część ucieka i powraca do miasta.
4 września 1915 r.
Komendantem WSO zostaje inż. Józef Tuliszkowski – jeden z najwybitniejszych pożarników polskich.
1916 r.
Wprowadzenie do służby pierwszego samochodu pożarniczego z motopompą m-ki Hansa Lloyd.
Nadanie sztandaru z okazji 80-lecia WSO.
1918 r.
Wraca do Warszawy i zostaje mianowany Komendantem WSO kpt. Józef Hłasko. Wywieziony w 1915 r. do Moskwy wraz ze strażą, gdzie był jej komendantem. Przedtem przez 20 lat był dowódcą początkowo IV a później I Oddziału WSO.
1920 r.
Decyzją ministra spraw wewnętrznych WSO zostaje upaństwowiona. Jednak magistrat Warszawy zaskarża tę decyzję i uzyskuje jej odwołanie. WSO pozostaje strażą miejską.
1928 r.
Skreślenie z inwentarza wozów konnych i sprzętu stajennego. WSO jest całkowicie zmotoryzowana.
1936 r.
III Oddział przenosi się do nowej siedziby przy ul. Polnej 1, gdzie ma siedzibę do dzisiaj. Również przenosi się tutaj Komenda WSO z Nalewek.
1939 r.
W obronie Warszawy biorą udział strażacy WSO, Łódzkiej Straży Pożarnej, Ochotniczych Straży Pożarnych z Brzezin, Ozorkowa, Zakładów Schlossera w Ozorkowie oraz OSP z Nieszawy. Straty – 30 zabitych i ok. 50 rannych.
W grudniu zawiązany zostaje Strażacki Ruch Oporu ‘Skała’.
1944 r.
W przeddzień wybuchu powstania warszawskiego Niemcy podstępem ściągają w al. Szucha wozy pożarnicze. Część strażaków zostaje aresztowana i wraz ze sprzętem wywieziona do Niemiec, pozostali organizują grupy samoobrony do gaszenia pożarów. Ratują zasypanych pod gruzami, dowożą wodę do szpitali, a także walczą udział w powstaniu. 6 września wraz z mieszkańcami opuszczają Warszawę i trafiają do obozu w Pruszkowie.
1944 r.
13 września na wieży praskiego V Oddziału zawisła biało-czerwona flaga, zwiastując podjęcie przez warszawskich strażaków służby dla wolnej Polski.
1945 r.
Do wyzwolonej lewobrzeżnej Warszawy powracają pierwsi strażacy, gdzie 18 stycznia w ruinach IV Oddziału podejmują służbę. Do pierwszych pożarów udają się pieszo, w cywilnych ubraniach ciągnąc za sobą dwukołowy wózek z bardzo skromnym wyposażeniem.
W lipcu Kołobrzeskie Bataliony WP przekazują warszawskiej straży pierwsze pojazdy; samochód gaśniczy z 400-litrowym zbiornikiem oraz 24-metrową drabinę samochodową marki Magirus.
1950 r.
Uchwalona przez Sejm ustawa o ochronie przeciwpożarowej zmienia strukturę organizacyjną WSO. Komenda Warszawskiej Straży Pożarnej zostaje podporządkowana prezydium Stołecznej Rady Narodowej, a pod względem fachowym Komendzie Głównej Straży Pożarnych. Od tego roku używana jest już oficjalna nazwa: Warszawska Straż Pożarna (WSP).
1952 r.
Oddział VI na Bielanach rozpoczyna służbę.
1955 r.
Przeniesienie Oddziału II do budynku OSP we Włochach.
1957 r.
Wprowadzenie do użytku pierwszych radiostacji.
1957 r.
WSP otrzymuje sztandar. Oddział VII rozpoczyna służbę na Woli.
1958 r.
Oddział VIII rozpoczyna służbę na Grochowie.
1961 r.
Przeniesienie Oddziału I do nowoczesnego obiektu na Żeraniu.
1961 r.
Warszawski Komendant Straży Pożarnych rozkazem potwierdza obowiązujące od 124 lat barwy poszczególnych oddziałów. Nowo utworzonym oddziałom przydziela następujące barwy: VI Oddział – różowy, VII Oddział – fioletowy, VIII Oddział – brązowy.
1969 r.
Otwarcie strażnicy Oddziału IX oraz Centralnych Warsztatów na Służewcu.
1974 r.
Komendant Warszawskiej Straży Pożarnej wprowadza wyróżnienie „Strażak Ratownik” nadawane najlepiej wyszkolonym i sprawnym fizycznie strażakom WSP. Odznaczenie nazywano potocznie TYGRYSEM.
1977 r.
Powołanie zarządzeniem Stołecznego Komendanta Straży Pożarnych oddziałów ratownictwa wodnego (oddz. I) oraz ratownictwa technicznego i chemicznego (oddz. VI).
1983 r.
Utworzenie pododdziału ratownictwa wysokościowego na Oddziale VII.
1983 r.
Otwarcie Warszawskiego Muzeum Pożarnictwa zniszczonego podczas działań wojennych.
1984 r.
Wdrożenie systemu komputerowego w Stanowisku Kierowania WSP. Komputer usprawnia i znacznie przyśpiesza proces dysponowania pododdziałami, posiada również bazę z danymi ważnych obiektów w stolicy.
1992 r.
Po utworzeniu Państwowej Straży Pożarnej zmiana nazewnictwa na Komenda Rejonowa Państwowej Straży Pożarnej oraz Jednostki Ratowniczo-Gaśnicze.
1999 r.
Po wprowadzeniu reformy administracyjnej kraju zmieniono nazwę na Komenda Powiatowa Państwowej Straży Pożarnej.
2000 r.
W strukturach Komendy Powiatowej PSP powołane zostają kolejne dwie specjalizacje: Grupa Ratownictwa Medycznego oraz Specjalistyczna Grupa Poszukiwawczo-Ratownicza.
2002 r.
W związku ze zmianą ustroju Warszawy w stolicy utworzono Komendę Miejską Państwowej Straży Pożarnej m. st. Warszawy.
2004 r.
Jednostka Ratowniczo-Gaśnicza nr 2 przenosi się do nowo wybudowanych koszar przy ul. Chrościckiego 76.
2005 r.
Na Ursynowie rozpoczyna służbę kolejna jednostka Komendy Miejskiej PSP, otrzymuje nr 17.
2009 r.
Strażacy z JRG nr 10 przenoszą się do nowych koszar na Białołęce.
2010 r.
Zostaje zmodernizowana kolejna jednostka warszawskiej straży, od tej pory JRG nr 15 stacjonuje w nowoczesnych koszarach na Targówku.
2012 r.
W wyniku stale narastających obowiązków warszawskiej Straży Pożarnej koniecznym staje się rozdzielenie specjalizacji ratownictwa techniczno-chemicznego na dwie niezależnie stacjonujące grupy specjalistyczne ratownictwa chemiczno-ekologicznego (JRG nr 6) i technicznego (JRG nr 10).
2018 r.
Otwarcie Centrum Edukacji i Historii Warszawskiej Straży Pożarnej w zrewitalizowanym Praskim Oddziale Warszawskiej Straży Ogniowej.
Obecnie
Komenda Miejska Państwowej Straży Pożarnej m. st. Warszawy to 17 Jednostek Ratowniczo-Gaśniczych w tym 6 specjalistycznych oraz 7 wydziałów dbających o bezpieczeństwo mieszkańców stolicy.

## Skład osobowy
| Stopień, imię i nazwisko    | Narodowość       | Data mianowania | Data zwolnienia |
| --------------------------- | ---------------- | --------------- | --------------- |
| ppłk Jan Robosz             | Polak            | 6.02.1835       | 31.12.1843      |
| ppłk Karol Nolken           | Polak            | 1.01.1844       | 20.03.1850      |
| płk Aleksander Hauke        | Polak            | 20.03.1850      | 20.12.1859      |
| płk Jan Demonkal1           | Polak            | 20.12.1859      | 1.10.1861       |
| płk Urban Majewski          | Polak            | 21.10.1861      | 3.03.1872       |
| płk Iwan Anienkow           | Rosjanin         | 3.04.1872       | 2.06.1879       |
| płk Włodzimierz Onypryjenko | Rosjanin         | 2.06.1879       | 1.05.1886       |
| ppłk Włodzimierz Curikow2   | Rosjanin         | 1.06.1886       | 21.04.1888      |
| płk Sergiusz Curikow3       | Rosjanin         | 21.04.1888      | 1.03.1891       |
| płk Mikołaj Popławko        | Rosjanin         | 30.08.1892      | 20.12.1905      |
| płk Anatol Sudrawski4       | Rosjanin         | 21.12.1905      | 1.08.1908       |
| ppłk Edward Łund5           | zruszczony Szwed | 1.08.1908       | 4.08.1915       |

- 1 Mianowany warszawskim oberpolicmajstrem ze względu na popularność straży ogniowej.
- 2 Wystąpił z powodu niepoddania się zarządzeniom oberpolicmajstra Klejgesa zwalniającego brandmajstrów Polaków.
- 3 Brat Włodzimierza. Wystąpił ze służby z tych samych powodów.
- 4 Zawieszony w czynnościach i aresztowany za nadużycia.
- 5 Przed objęciem służby w Warszawie był naczelnikiem straży w Odessie.

| Stopień, imię, nazwisko              | Data rozpoczęcia służby | Data zakończenia służby |
| ------------------------------------ | ----------------------- | ----------------------- |
| inż. Stanisław Szymanowski           | 23 VIII 1915            | 4 IX 1915               |
| płk inż. Józef Tuliszkowski          | 4 IX 1915               | 1 XI 1918               |
| ppłk Józef Hłasko                    | 1 XI 1918               | 25 X 1922               |
| kpt. Józef Dutkiewicz                | 1 II 1923               | 1 V 1926                |
| ppłk Izydor Mikołaj Prokopp          | 1 VI 1926               | 31 XII 1934             |
| por. piech. rez. Feliks Chociszewski | 1 I 1935                | 31 X 1935               |
| ppłk Stanisław Gieysztor             | 1 I 1936                | 6 VI 1940               |
| kpt. Henryk Markowski                | 7 VI 1940               | 30 V 1941               |
| płk Adam Kalinowski                  | 1 VI 1941               | 1 VIII 1944             |

| Stopień, imię i nazwisko      | Data mianowania    | Data odwołania         |
| ----------------------------- | ------------------ | ---------------------- |
| por. Tadeusz Wilhelmi         | 21 IX 1944         | 15 II 1945             |
| mjr Jan Pietraszkiewicz       | 15 II 1945         | 8 V 1945               |
| kpt. Marian Kominek           | 9 V 1945           | 30 IV 1950             |
| por Józef Buchalski           | 1 V 1950           | 5 II 1951              |
| por. Włodzimierz Kazimierczak | 5 II 1951          | 1 VIII 1952            |
| mjr Czesław Jaworski          | 1 VIII 1952        | 22 IV 1955             |
| płk Zygmunt Jarosz            | 22 IV 1955         | 30 VI 1966             |
| płk Zdzisław Zalewski1        | 1 VII 1966         | 25 VI 1990             |
| płk Jerzy Żurek               | 5 VII 1990         | 30 V 1992              |
| płk Ireneusz Grubek2          | 1 VII 1992         | 31 VIII 1993           |
| st. bryg. Adam Dąbrowski3     | 1 IX 1993 1 I 1999 | 31 XII 1998 30 IV 1999 |
| st. bryg. Marian Bielecki4    | 1 V 1999 1 I 2002  | 31 XII 2007            |
| st. bryg. Mariusz Wejdelek    | 31 VIII 2007       | 22 X 2014              |
| st. bryg. Zbigniew Szczygieł  | 18 XI 2014         | 31 III 2017            |
| st. bryg. Leszek Smuniewski   | 1 IV 2017          | 25 II 2022             |
| st. bryg. Roman Krzywiec      | 26 II 2022         | nadal                  |

- 1 Od 1 VI 1975 komendant stołeczny Straży Pożarnych woj. stołecznego.
- 2 Komendant rejonowy Państwowej Straży Pożarnej.
- 3 Komendant rejonowy Państwowej Straży Pożarnej, następnie powiatowy.
- 4 Komendant powiatowy Państwowej Straży Pożarnej, komendant miejski PSP m.st. Warszawy.

## Galeria

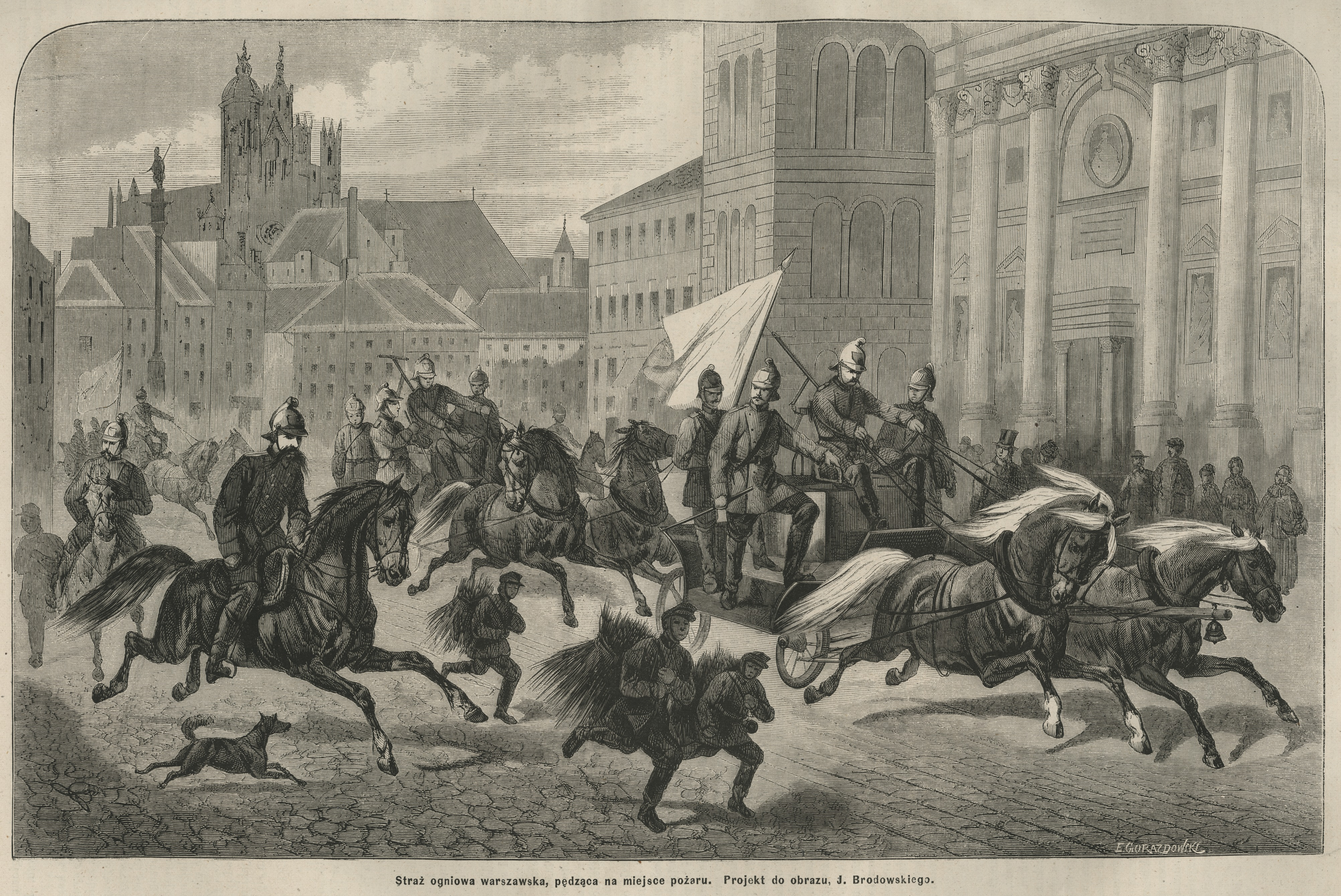
Straż ogniowa w drodze do pożaru
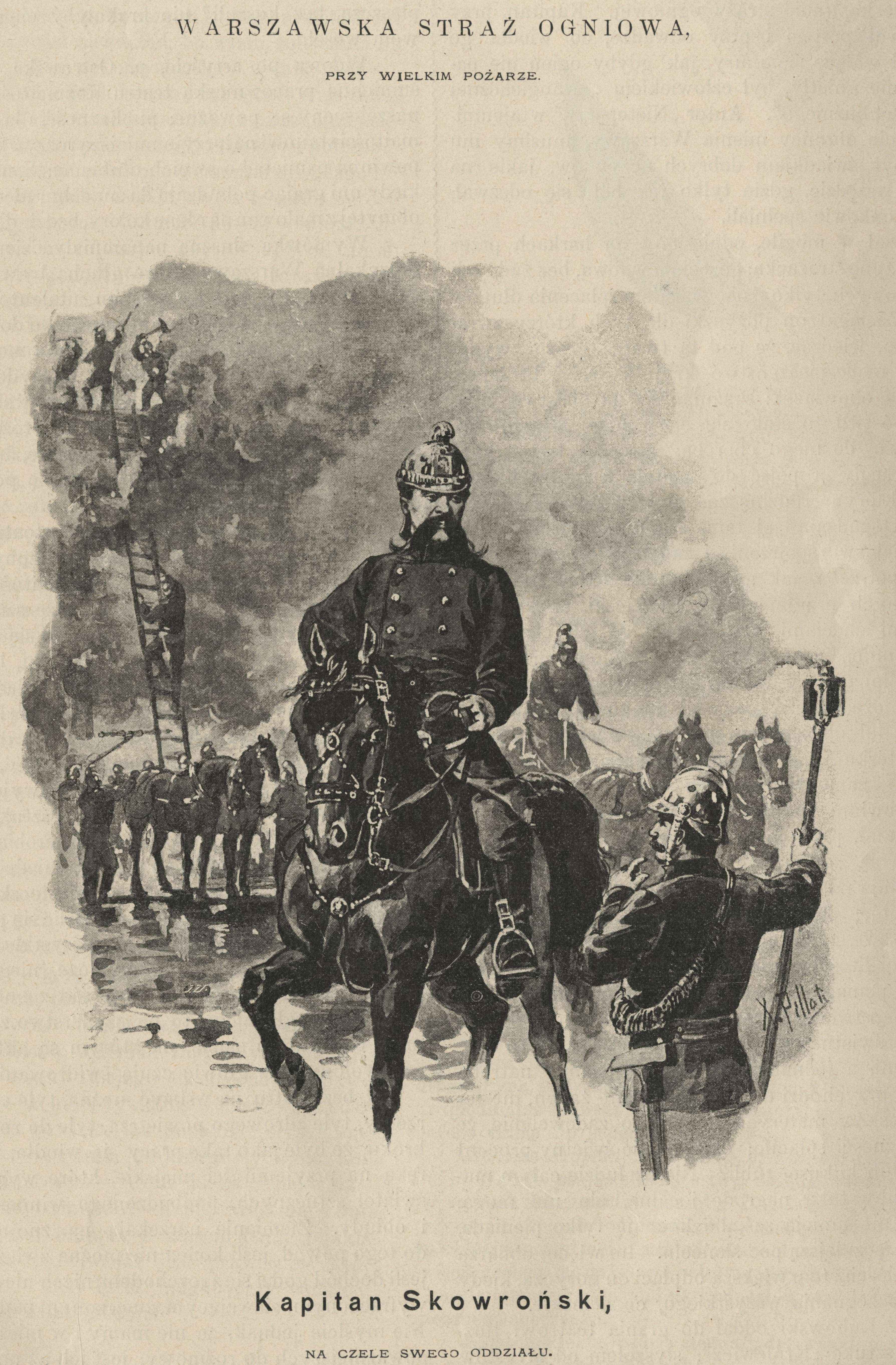
Kapitan Skowroński na czele swojego oddziału
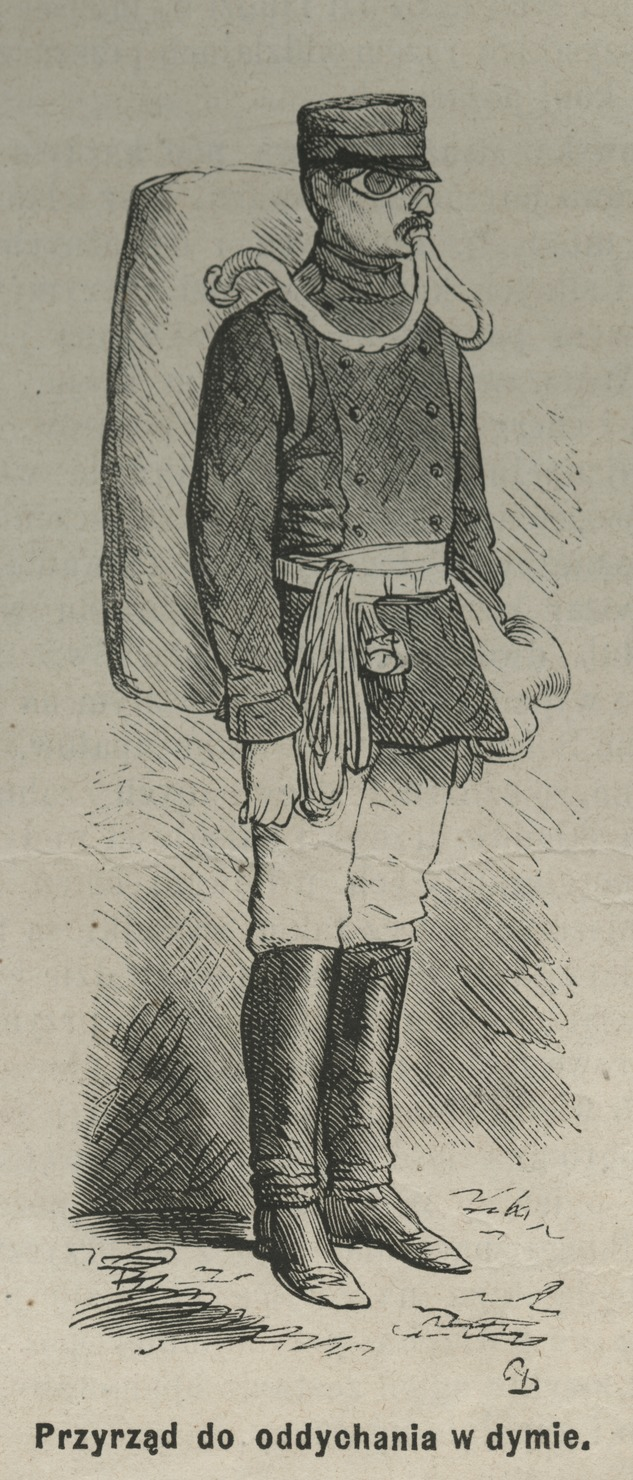
Wyposażenie Straży – przyrząd do oddychania w dymie
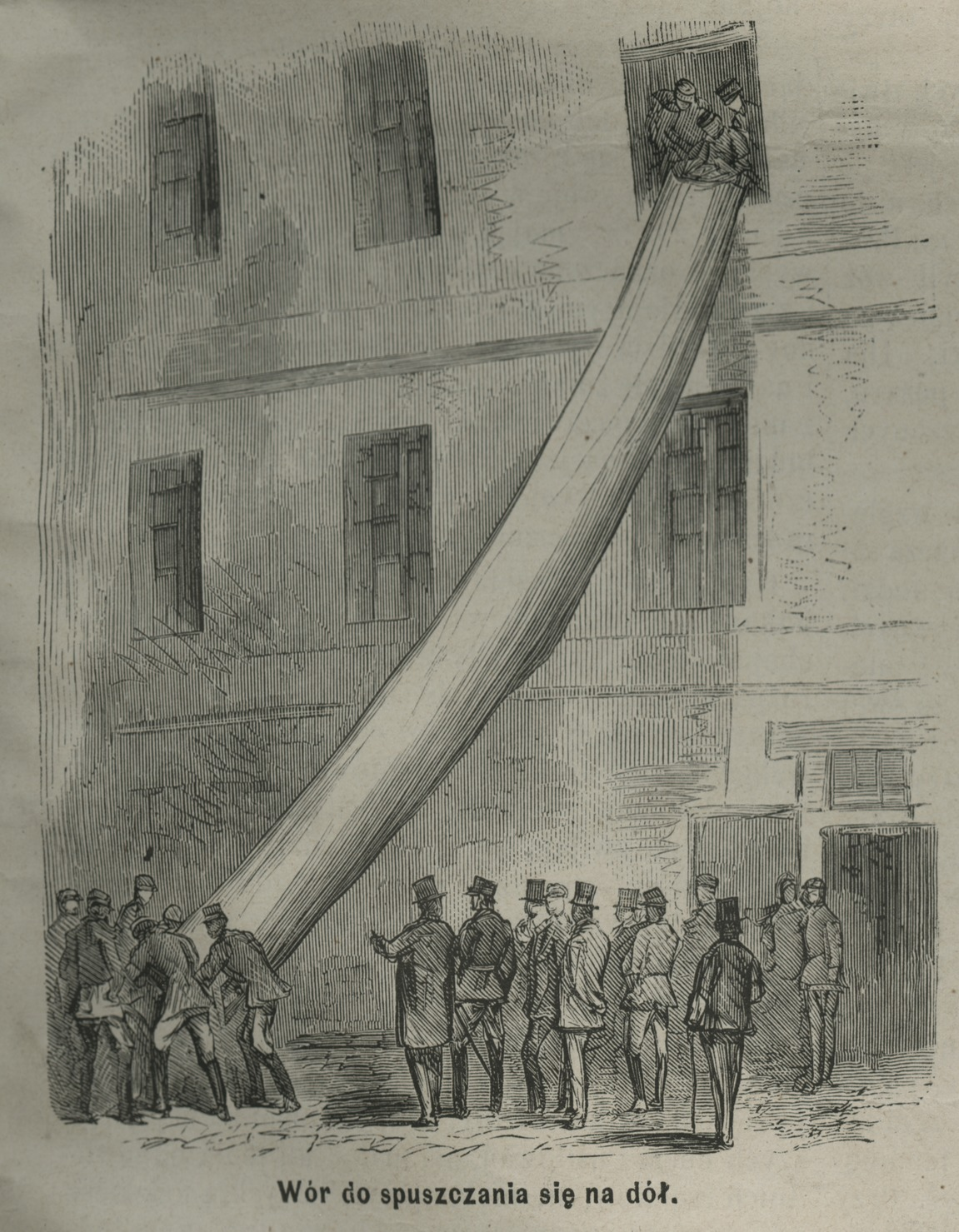
Wyposażenie Straży – wór do ewakuacji z wysokości
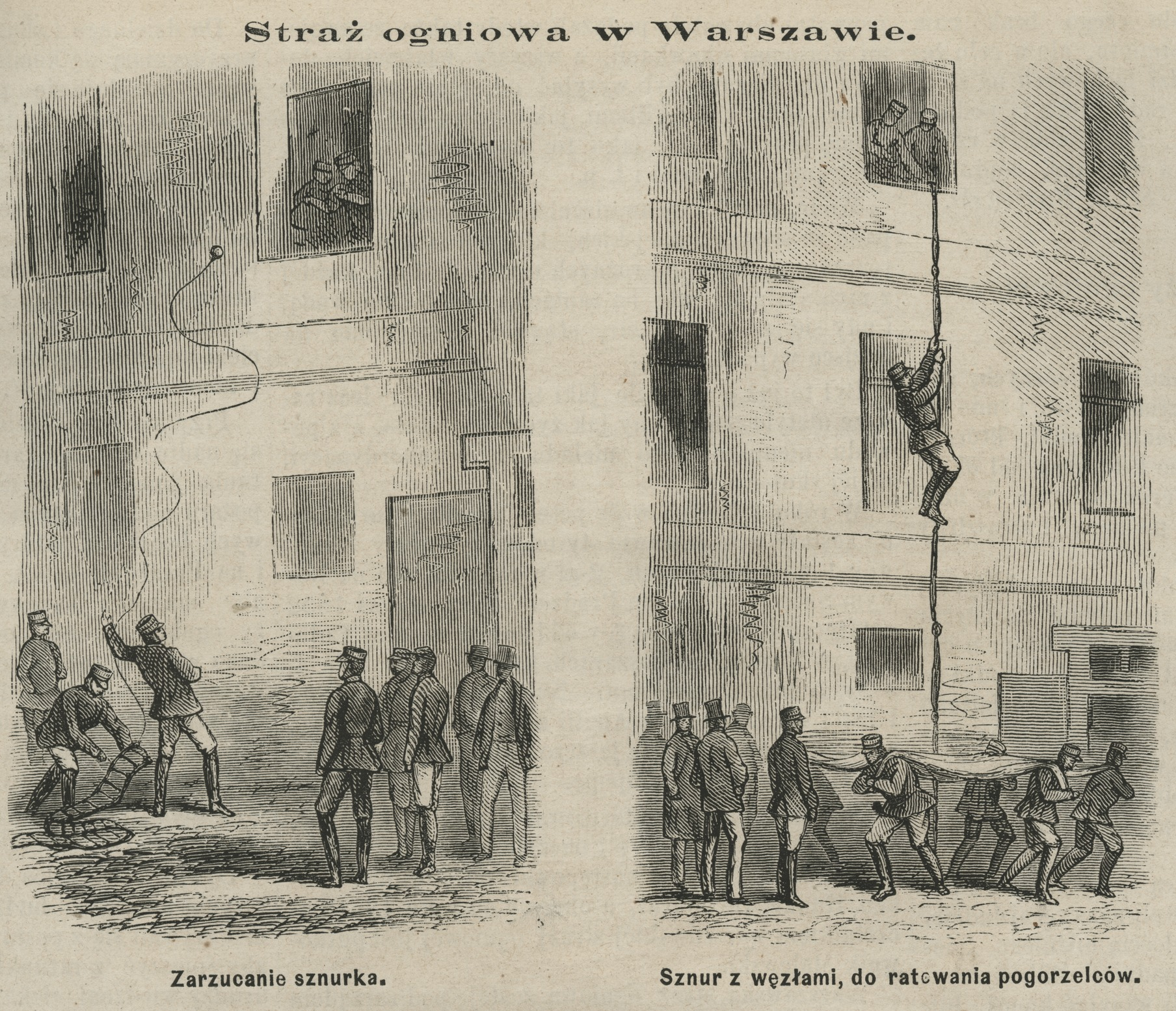
Ewakuacja z płonącego budynku